# Mirosternus blackburnioides
Mirosternus blackburnioides är en skalbaggsart som beskrevs av Perkins 1910. Mirosternus blackburnioides ingår i släktet Mirosternus och familjen trägnagare. Inga underarter finns listade i Catalogue of Life.